# Маријан Новаковић
Маријан Новаковић (Вучитрн, 3. август 1957) је српски лекар - пластични хирург, пензионисани бригадни генерал санитетске службе Војске Србије. Бивши начелник Војномедициске академије.

## Биографија
Завршио основну школу са одличним успехом. Носилац је Вукове дипломе. Војну гимназију „Братство и јединство“ завршио је 1976. године у Београду. Носилац је Аласове дипломе за област биологије. Исте године уписао је Медицински факултет у Београду као војни стипендиста на коме је и дипломирао је у року, 1982. године.
Специјалистички испит положио 6. октобра 1988. године са одличним успехом. Након завршене специјализације распоређен је у Одељење за пластичну хирургију Клинике за пластичну хирургију и опекотине ВМА у својству одељенског лекара. Од 2001. до 2004. године био је на дужности начелника Одсека за септичне опекотине Клинике, затим је у периоду од 2004. до 2005. био начелник Одељења за опекотине, од 2005. до 2007. године начелник Одељења за пластичну хиругију и од 2007. године начелник Клинике за пластичну хирургију и опекотине ВМА.

#### Војна каријера
Школу резервних официра санитетске службе завршио је 1983. године са одличним успехом након чега је примљен у професионалну војну службу у чину санитетског поручника. Обавезни лекарски стаж обавио је у ВМА и одмах након тога је започео специјализацију из области пластичне и реконструктивне хирургије. У чин санитетског пуковника унапређен је 2002. године. У току професионалне службе ооцењиван је највишим оценама, проглашаван најбољим лекаром клинике и више пута је похваљиван и одликован. Носилац је Ордена заслуга за народ са сребрном звездом, медаље Белог анђела и специјалне Плакете Српског лекарског друштва.
На дужност начелника ВМА постављен је указом Председника Републике Србије, 15. фебруара 2011. године. Активна војна служба му је престала 26. децембра 2014. године.

## Образовање
- Војна гимназија 1976. године
- Медицински факултет 1982. године
- Војномедицинска академија, специјализација 1988. године
- Доктор медицинских наука, 1998. године

## Напредовање
- пуковник 2002. године
- бригадни генерал 2011. године